# Inkognito (musikalbum)
Inkognito är Kjell Höglunds 12:e studioalbum, utgivet 26 april 1995 hos Atlantis.
Albumet spelades in 1994-1995. Några av låtarna var nyskrivna när skivan gjordes, exempelvis "Maggi har en Macintosh" och "Ett tillbakadraget liv," fast andra låtar som "Ungdomens källa" och "Sokrates" hade skrivits många år tidigare.
Vid skivsläppet april 1995 släpptes låten "Maggi har en Macintosh" som singel tillsammans med låten "Om"; båda låtar fanns även med på Inkognito. December 1995 släpptes en singel till i samband med albumet, den nyinspelade låten "Drömmen om Atlantis" (i 3 olika versioner) tillsammans med en remix av låten "Ungdomens källa." En av versionerna av "Drömmen om Atlantis" kom även att inkluderas på Höglunds nästa skiva Kryptonit (2001).

## Mottagande
Inkognito fick högsta betyg (5/5) i Göteborgsposten när den släpptes, och kallades för en "stor stark platta." Expressen gav Inkognito betyget 3/5 och recensenten skrev att han gillade flera av Höglunds "filosofiska infall." I Svenska Dagbladet fick skivan medelbetyget 3/6; recensenten ansåg Höglund vara "ett litet geni," men att musiken på skivan inte var av "samma höga kvalitet" som Höglunds låttexter.

## Låtlista
Text och musik: Kjell Höglund, utom spår 4 & 10 av Höglund/Tommy Lydell (refräng).
1. "Nytt blod" - 4:26
2. "Dimmornas bro" - 4:50
3. "Maggi har en Macintosh" - 4:18
4. "Miramar" - 4:46
5. "Ungdomens källa" - 3:52
6. "N.Y. 1970" - 5:20
7. "Sokrates" - 4:28
8. "Ett tillbakadraget liv" - 3:50
9. "Mitt stackars hjärta" - 4:10
10. "Kaffe med blues" - 4:03
11. "Liv och död" - 4:36
12. "De fördömdas ö" - 5:26
13. "Värdshuset" - 4:02
14. "OM" - 2:18

## Medverkande
- Kjell Höglund - sång
- Tommy Lydell - arr., programmering, klaviaturer, kör, rapp, bas, gitarrer
- Per Lindvall - trummor, slagverk
- Sven Lindvall - elbas
- Staffan Astner - elgitarr
- Marianne Flynner - kör
- Lotta Ahlin - kör
- Micke Stenberg - kör
- Katarina Sandberg Hansson - kör